# Оспиталето (Мантова)
Оспиталето је насеље у Италији у округу Мантова, региону Ломбардија.
Према процени из 2011. у насељу је живело 402 становника. Насеље се налази на надморској висини од 27 м.